# Tołoczyn (stacja kolejowa)
Tołoczyn (biał. Талачын, ros. Толочин) – stacja kolejowa w miejscowości Tołoczyn, w rejonie tołoczyńskim, w obwodzie witebskim, na Białorusi. Leży na linii Moskwa - Mińsk - Brześć.
Stacja powstała w XIX w. na drodze żelaznej moskiewsko-brzeskiej pomiędzy stacjami Kochanowo a Sławiany.